# 24 Ore di Le Mans 1977
La 24 Ore di Le Mans 1977 fu il 45º Grand Prix d'Endurance e si svolse l'11 e 12 giugno 1977. La gara non era valevole per il Mondiale Marche e ad essa parteciparono vetture sport prototipo del Gruppo 6 ("fino a 2 litri" e "oltre 2 litri") e Le Mans GTP, vetture di "produzione speciale" del Gruppo 5 e Gran Turismo appartenenti a Gruppo 4, Le Mans GTX e IMSA GT.

## Contesto

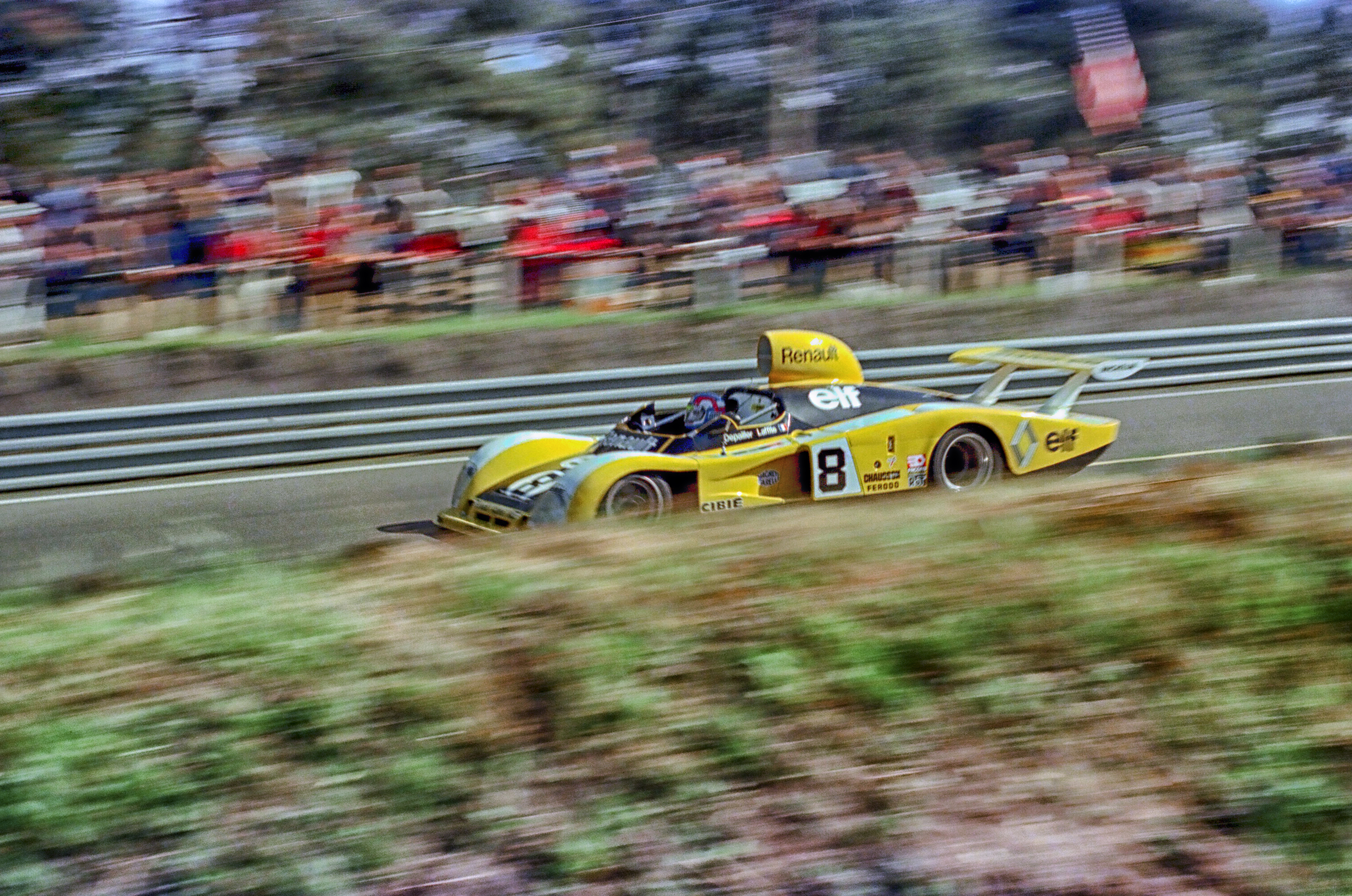
La Renault Alpine A442 di Depailler/Laffite in gara quell'anno

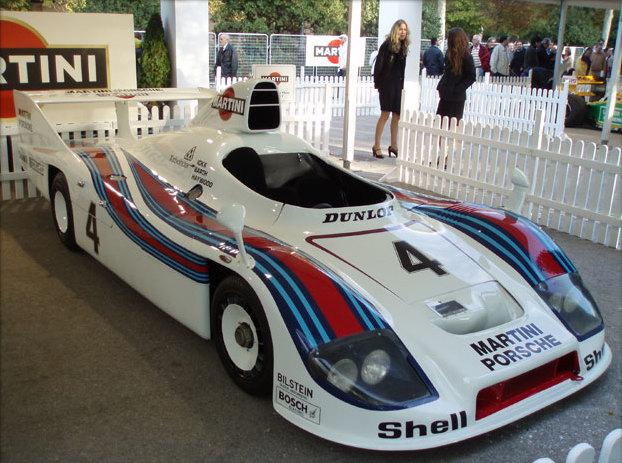
La Porsche 936/77-001

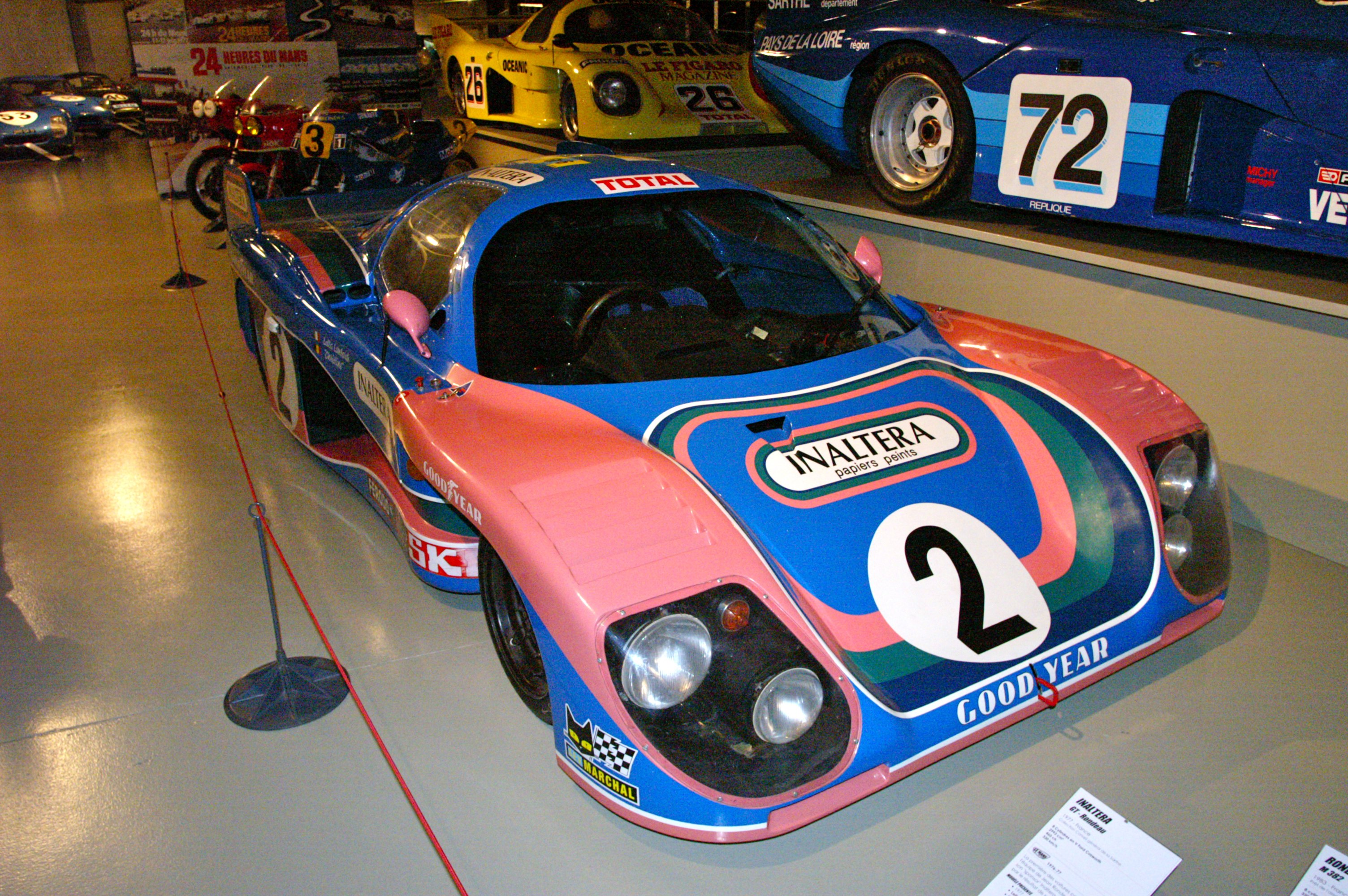
L'Inaltera LM

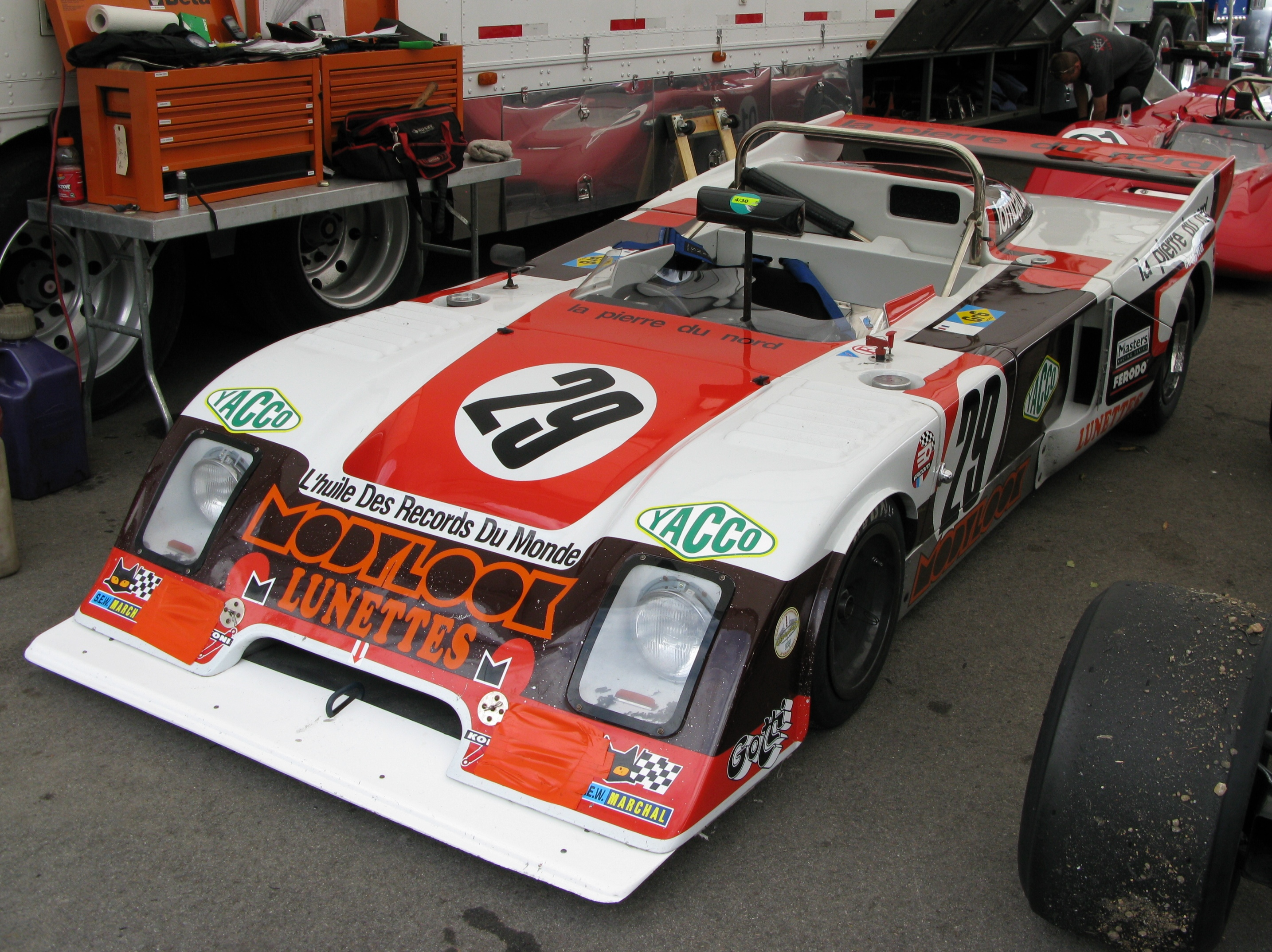
La Chevron B36 del 1978

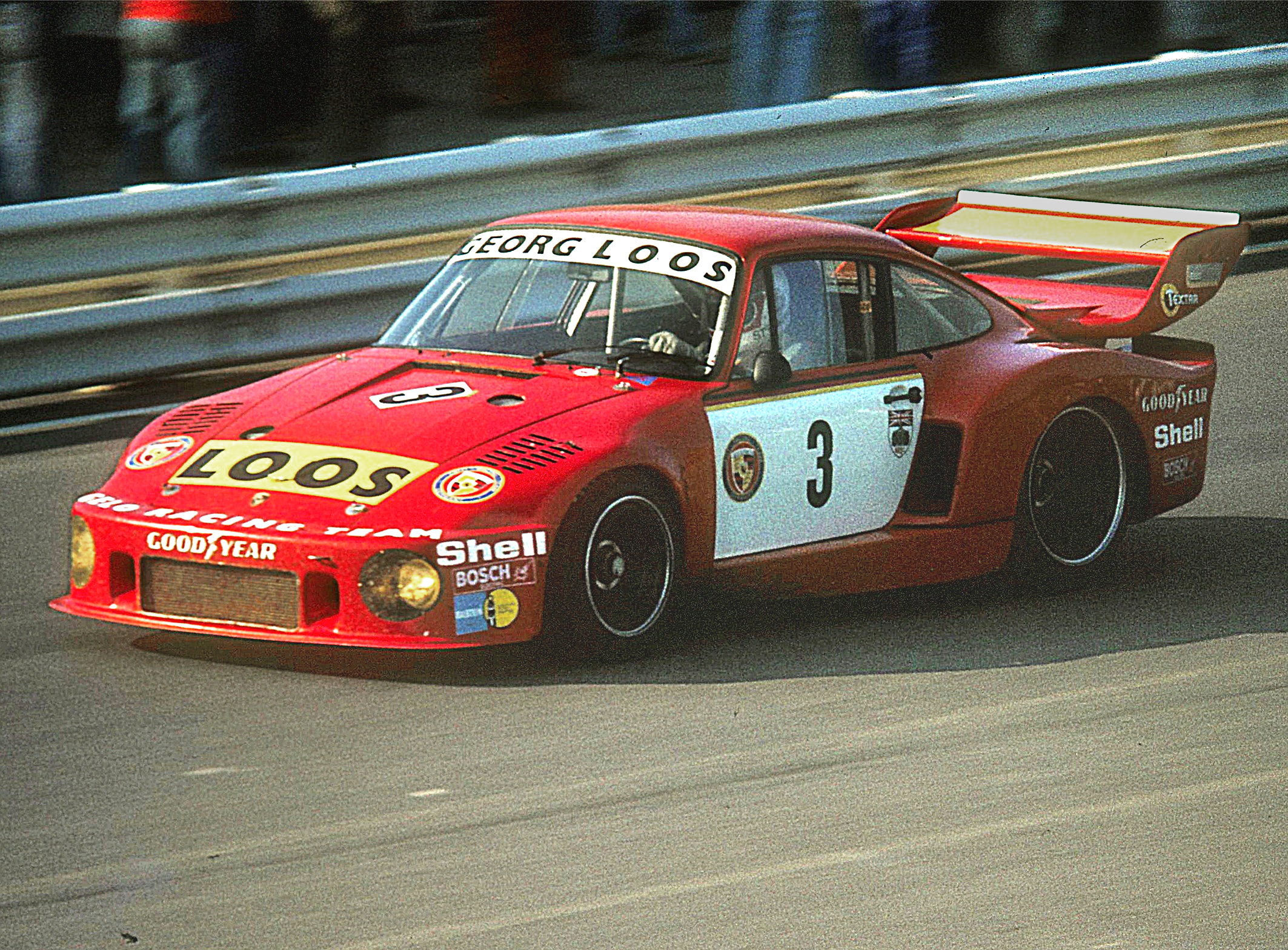
La Porsche 935 del Gelo Racing Team

La maggiore novità regolamentare fu la cancellazione delle restrizioni per il consumo: non era più obbligatorio percorrere almeno venti giri con un pieno, però la capacità massima dei serbatoi fu limitata a 160 litri e il numero di ottano fu elevato a 100, come in Formula 1 (e dopo le proteste della Renault). Inoltre fu concessa la massima libertà nelle riparazioni: le uniche cose che non potevano essere toccate erano il blocco motore, il telaio e la carrozzeria.
Prima di passare in Formula 1, la Renault aveva deciso di far sua la 24 Ore e per il 1977 aveva profuso tutte le sue energie per raggiungere tale obbiettivo. Iscrisse 4 vetture del tipo Renault Alpine A442 per gli equipaggi Jabouille/Bell, Depailler/Laffite, Jaussaud/Tambay e Pironi/Arnoux/Fréquelin con essi aveva sostenuto lunghe sessioni di prova al Circuito Paul Ricard a Le Castellet durante i mesi di gennaio, febbraio e aprile. Con una tale preparazione alle spalle, la squadra ufficiale Renault era favorita nei pronostici. Per fronteggiarla la Porsche iscrisse due sportprototipo 936 affidandoli a Ickx/Pescarolo (in due avevano già vinto 6 edizioni) e Barth/Haywood, con quest'ultimo reduce dalla sua terza vittoria alla 24 Ore di Daytona ottenuta grazie all'impresa di pilotare la sua Porsche Carrera RSR da solo per tutta la notte.
Per questa edizione le Mirage GR8 abbandonarono quell'anno il consueto motore aspirato Ford Cosworth DFV V8 3 litri per affidarsi al Renault V6 Turbo, il medesimo motore delle Alpine. I piloti furono Schuppan/Jarier e Posey/Leclère, con Jarier che all'ultimo momento sostituisce Jean-Louis Lafosse, che citerà in giudizio il team. Dopo lunghi test effettuati a Indianapolis dove non sono emersi problemi, le Mirage puntano sulla loro affidabilità in quanto meno veloci e più pesanti dalle vetture ufficiali Renault.
Gli altri concorrenti del Gruppo 6 "oltre 3 litri", anch'essi propulsi dal Ford Cosworth DFV, sono la britannica De Cadenet-Lola, con alla guida lo stesso progettista in coppia con Chris Craft e la francese Inaltera, al secondo anno a Le Mans con due vetture per Beltoise/Holbert e "Christine"/Lella Lombardi, più un'altra nella categoria GTP, e tra gli outsiders la Lola T286 di Perrier/Lapeyre.
Nel Gruppo 5, quello delle vetture Silhouette, solo la Porsche è presente con quattro 935, tra cui una ufficiale della scuderia Martini Racing per Stommelen/Schurti, le versioni clienti per Ballot-Léna/Gregg e il Gelo Racing Team (due esemplari per Schenken/Hezemans/Hayer/Ludwig) e infine una elaborata da Kremer per Edwards/Faure. Presenti inoltre il NART con una Ferrari 365 BB e una Aston Martin DBS V8 di una scuderia privata.

## Qualifiche
Dopo una prima sessione di qualifica bagnata dalla pioggia dove le sportprototipo con carrozzeria barchetta preferiscono restare ai box, la seconda sessione disputata sotto il sole permette alla Renault di piazzare le sue 4 vetture tra i primi 5 posti in griglia, con la sola Porsche 936 degli esperti Ickx e Pescarolo al terzo posto a interrompere l'egemonia francese. Poi la Porsche 935 del Martini Racing, in quarta fila l'altra 936, seguita dalle due 935 del Gelo Racing Team e al decimo posto dalla Lola T286 di Lapeyre e Fevrier, mentre le Mirage-Renault erano solo decima e undicesima, seguite dalla Inaltera di Beltoise e Holbert.

## Gara
Alle 16:00 la partenza lanciata vide involarsi al comando la Renault-Alpine n°9 di Jabouille, seguita dalla 935 di Stommelen, le due 936 di Ickx e Barth e dalle A442 di Tambay e Laffite, ma già al primo giro ci fu un colpo di scena: tra la curva di Mulsanne e quella di Indianapolis la Alpine Renault n°16 di Arnoux/Pironi/Frequelin prese fuoco a causa di un difetto al circuito di lubrificazione del turbo e, completamente distrutta, fu costretta al ritiro. Anche la Porsche n°38 del Gelo Racing si ritirò tradita dal motore e poco dopo Stommelen si fermò ai box per una perdita d'olio dal coperchio della distribuzione: 4 giri persi e l'inquietudine sulle sorti del motore che l'avrebbe seguito per il resto della sua gara, in cui riparte dalla 40ª posizione.
Dopo solo un'ora di gara Jabouille conduceva la corsa seguito dalle due 936, dalle altre due Renault-Alpine, dalle Mirage, dall'Inaltera e con la prima Gruppo 5 al 6º posto, ma la Porsche di Barth/Haywood dovette fermarsi ai box per sostituire la pompa dell'iniezione, perdendo 9 giri e ripartendo in 41ª posizione. Ickx tenne un ritmo conservativo scendendo dal secondo al quarto posto alla fine della terza ora di gara, confidando nella maggiore autonomia della sua 936, così che il compagno Pescarolo si ritrovò a lottare per la prima posizione contro la A442 di Jabouille, fino a che il ritmo infernale imposto dalle vetture francesi costò la gara alla Porsche n°3, che Pescarolo riportò mestamente ai box in una nuvola di fumo. A questo punto i due piloti vennero riassegnati alle vetture ufficiali Porsche superstiti: il belga andò sull'altra 936, mentre il francese sarebbe dovuto salire sulla 935 nella speranza di far risalire in classifica entrambe le vetture ormai attardate.
Dopo tre ore di corsa le tre Renault-Alpine furono saldamente al comando, seguite dalle due Mirage, mentre intorno a loro accadde un'ecatombe di rotture meccaniche: la Stratos Turbo, un paio di BMW 3.0 CSL, l'Osella, ma soprattutto la 935 di Stommelen (che intanto occupava l'ottava posizione) furono tradite dal motore, col ritiro di quest'ultima che lasciò definitivamente appiedato Pescarolo. A questo punto il Martini Racing aveva solo una vettura ancora in pista, sulla quale Ickx salì alle 20:00 circa, quando era in 17ª posizione. Poco dopo la Mirage di Posey/Leclère rimase ferma lungo la pista con la pompa della benzina rotta, mentre Ickx iniziava la sua rimonta recuperando 6 secondi al giro alle vetture di testa per cercare di azzerare il suo svantaggio di sei giri e la più lenta delle A442, quella di Tambay/Jaussaud, fece una sosta di 13 minuti ai box per problemi di raffreddamento.
Durante la notte le Alpine continuarono sul loro ritmo, ma alle 04:00 cominciarono i problemi per le vetture francesi: la n°8 di Depailler e Laffite si fermò ai box per riparare gli ingranaggi del cambio e perse 8 giri e meno di un'ora dopo Tambay si fermò alla curva Indianapolis col motore rotto. Intanto Ickx ne approfittò e alle 07:00 si ritrovò in seconda posizione a 7 giri da Jabouille/Bell, dopo aver recuperato dalla 41ª posizione, e la sua perseveranza lo portò a condurre la gara allorquando la vettura di testa si ritirò un paio di ore dopo col motore rotto a causa di un pistone forato.
Alle nove del mattino la classifica vedeva ancora al comando la Renault ormai ritirata, con l'unica Porsche ufficiale superstite intenta a recuperare i 7 giri di svantaggio davanti all'altra Renault, alla 935 n°39 del Gelo Racing Team, alla Mirage-Renault di Schuppan/Jarier (staccata di 18 giri), alla Inaltera di Ragnotti/Rondeau, alla 935 di Claude Ballot-Léna e Peter Gregg, alla Chevron B36 di classe "fino a due litri" della ROC e alla De Cadenet-Lola, che aveva perso posizioni a causa di una lunga sosta ai box per riparare i danni avuti in un incidente dovuto all'aquaplaning quando aveva cominciato a piovere all'alba e che si sarebbe battuta ardentemente per tutto il resto della gara.
Dopo una mezz'ora la 936 prese il comando e furono così i piloti Renault a dover inseguire Ickx, Haywood e Barth, con Depailler e Laffite staccati di poco meno di due giri quando erano le 10:00, ma la loro gara finì alle 11:50, traditi anch'essi dal motore. Il contributo di Ickx fu determinante e, con un vantaggio sulla Mirage-Renault di Schuppan e Jarier ritenuto incolmabile, il belga cedette il volante agli altrettanto determinati compagni di equipaggio per gli ultimi due turni: Barth lasciò il volante a Haywood a meno di un'ora dal termine e con 19 giri di vantaggio sugli inseguitori, ma lo statunitense, notando il fumo che cominciava a fuoriuscire dallo scarico, rientrò ai box poco dopo a causa di un pistone rotto da una valvola.
Non c'era il tempo di effettuare una riparazione e a quel punto l'unica soluzione, visto il vantaggio residuo, fu trovata da Jurgen Barth, (progettista oltre che pilota della vettura): quella di tentare di completare il giro iniziato con la sosta ai box (il cronometraggio scattava prima dei box) e percorrerne un altro a bassa velocità e tagliare il traguardo, in quanto a Le Mans vengono classificate solo le vetture che allo scadere delle 24 Ore passano sotto la bandiera a scacchi, completando l'ultimo giro con un tempo non superiore a 3 volte la pole position. Furono tolte alimentazione e accensione al cilindro danneggiato, fu montato un cronometro sul cruscotto allo scopo di tenere d'occhio il tempo e Jürgen Barth fu fatto ripartire quando mancavano 10 minuti alla fine: il tedesco completò il primo giro in 6 minuti (circa il 60% di tempo in più rispetto al giro più veloce segnato dalla vettura) e poi completò il successivo.
Nonostante il fumo emesso dallo scarico, la Porsche riuscì nell'impresa e fece sua un'altra edizione della gara. Il podio fu completato dalla Mirage-Renault e dalla Porsche 935 di Claude Ballot-Léna e Peter Gregg, che diedero al costruttore tedesco anche la vittoria nel Gruppo 5. Ai piedi del podio arrivò l'Inaltera LM77 di Jean Ragnotti e Jean Rondeau, che ripeté la vittoria di classe GTP già ottenuta l'anno precedente, seguito dalla De Cadenet-Lola, che vide la bandiera a scacch fermare la sua rincorsa quando era giunta a meno di un minuto dal podio.

## Classifica finale
| Pos | Classe | N° | Squadra                           | Piloti                                                        | Vettura                 | Motore                             | Giri |
| --- | ------ | -- | --------------------------------- | ------------------------------------------------------------- | ----------------------- | ---------------------------------- | ---- |
| 1   | S +2.0 | 4  | Martini Racing Porsche System     | Jürgen Barth Hurley Haywood Jacky Ickx                        | Porsche 936/77          | Porsche Type-935 2.1L Turbo Flat-6 | 342  |
| 2   | S +2.0 | 10 | Grand Touring Cars Inc.           | Vern Schuppan Jean-Pierre Jarier                              | Mirage GR8              | Renault 2.0L Turbo V6              | 331  |
| 3   | Gr.5   | 40 | JMS Racing / ASA Cachia           | Claude Ballot-Léna Peter Gregg                                | Porsche 935             | Porsche Type-935 2.9L Turbo Flat-6 | 315  |
| 4   | GTP    | 88 | Inaltera                          | Jean Ragnotti Jean Rondeau                                    | Inaltera LM77           | Ford Cosworth DFV 3.0L V8          | 315  |
| 5   | S +2.0 | 5  | Alain de Cadenet                  | Alain de Cadenet Chris Craft                                  | De Cadenet-Lola LM      | Ford Cosworth DFV 3.0L V8          | 315  |
| 6   | S 2.0  | 20 | Racing Organisation Course (ROC)  | Michel Pignard Albert Dufréne Jacques Henry                   | Chevron B36             | ROC-Chrysler 2.0L I4               | 303  |
| 7   | GT     | 58 | Porsche Kremer Racing             | Bob Wollek "Steve" Philippe Gurdjian                          | Porsche 934             | Porsche 3.0L Turbo Flat-6          | 298  |
| 8   | IMSA   | 71 | Luigi Racing                      | Jean Xhenceval Pierre Dieudonné Spartaco Dini                 | BMW 3.0CSL              | BMW 3.2L I6                        | 291  |
| 9   | IMSA   | 50 | Hervé Poulain                     | Hervé Poulain Marcel Mignot                                   | BMW 320i                | BMW 2.0L I4                        | 287  |
| 10  | IMSA   | 61 | Christian Gouttepifre             | Christian Gouttepifre Philippe Malbran Alain Leroux           | Porsche 911 Carrera RS  | Porsche 3.0L Flat-6                | 281  |
| 11  | S +2.0 | 2  | Inaltera                          | Lella Lombardi Christine Beckers                              | Inaltera LM77           | Ford Cosworth DFV 3.0L V8          | 279  |
| 12  | IMSA   | 70 | JMS Racing / ASA Cachia           | Simon De Lautour Jean-Pierre Delaunay Jacques Guérin          | Porsche 911 Carrera RSR | Porsche 3.0L Flat-6                | 275  |
| 13  | S +2.0 | 1  | Inaltera                          | Jean-Pierre Beltoise Al Holbert                               | Inaltera LM77           | Ford Cosworth DFV 3.0L V8          | 275  |
| 14  | IMSA   | 79 | Ravenel Fréres                    | Jean-Louis Ravenel Jean Ravenel Jean-Marie Détrin             | Porsche 911 Carrera RS  | Porsche 3.0L Flat-6                | 274  |
| 15  | GTP    | 86 | WM A.E.R.E.M.                     | Marcel Mamers Jean-Daniel Raulet Xavier Mathiot               | WM P76                  | Peugeot PRV 2.7L V6                | 274  |
| 16  | IMSA   | 75 | North American Racing Team (NART) | François Migault Lucien Guitteny                              | Ferrari 365 GT4/BB      | Ferrari 4.4L Flat-12               | 268  |
| 17  | GTP    | 83 | SAS Robin Hamilton                | Robin Hamilton David Preece Mike Salmon                       | Aston Martin DBS V8     | Aston Martin 5.3L V8               | 260  |
| 18  | Gr.5   | 47 | Anne-Charlotte Verney / BP        | Anne-Charlotte Verney René Metge Dany Snobeck Hubert Striebig | Porsche 911 Carrera RSR | Porsche 3.0L Flat-6                | 254  |
| 19  | GT     | 56 | JMS Racing / ASA Cachia           | Jean-Louis Bousquet Cyril Grandet Philippe Dagoreau           | Porsche 934             | Porsche 3.0L Turbo Flat-6          | 253  |
| 20  | IMSA   | 77 | / Wynn's International            | Dennis Aase Robert Kirby John Hotchkis                        | Porsche 911 Carrera RSR | Porsche 3.0L Flat-6                | 246  |

### Non Classificati
Poiché non hanno coperto il 70% della distanza del vincitore (239 giri)
| Pos | Classe | N° | Squadra                  | Piloti                                              | Vettura      | Motore                    | Giri |
| --- | ------ | -- | ------------------------ | --------------------------------------------------- | ------------ | ------------------------- | ---- |
| 21  | S 2.0  | 31 | Dorset Racing Associates | Ian Harrower Martin Birrane Ernst Berg Richard Down | Lola T290/4S | Ford Cosworth BDA 2.0L I4 | 212  |

### Ritirati
| Pos | Classe | N° | Squadra                                | Piloti                                                   | Vettura                 | Motore                             | Giri |
| --- | ------ | -- | -------------------------------------- | -------------------------------------------------------- | ----------------------- | ---------------------------------- | ---- |
| 22  | Gr.5   | 39 | Gelo Racing Team                       | Toine Hezemans Tim Schenken Hans Heyer                   | Porsche 935             | Porsche Type-935 2.9L Turbo Flat-6 | 269  |
| 23  | S +2.0 | 8  | Renault Sport                          | Patrick Depailler Jacques Laffite                        | Renault Alpine A442     | Renault 2.0L Turbo V6              | 289  |
| 24  | GTX    | 96 | GVA Porsche Club Romand                | André Savary Jean-Robert Corthay Antoine Salamin         | Porsche 911 Carrera RS  | Porsche 3.0L Flat-6                | ?    |
| 25  | IMSA   | 78 | Charles Ivey Racing                    | John Rulon-Miller John Cooper Peter Lovett               | Porsche 911 Carrera RSR | Porsche 3.0L Flat-6                | 198  |
| 26  | S +2.0 | 9  | Renault Sport                          | Jean-Pierre Jabouille Derek Bell                         | Renault Alpine A442     | Renault 2.0L Turbo V6              | 257  |
| 27  | S 2.0  | 25 | Racing Organisation Course (ROC)       | Max Cohen-Olivar Alain Flotard Michel Dubois             | Chevron B36             | ROC-Chrysler 2.0L I4               | 176  |
| 28  | IMSA   | 80 | Bernard Béguin                         | Bernard Béguin René Boubet Jean-Claude Briavoine         | Porsche 911 Carrera RS  | Porsche 3.0L Flat-6                | 191  |
| 29  | GTP    | 87 | Bernard Decure                         | Bernard Decure Jean-Luc Thérier "Cochise"                | Alpine A310             | Renault PRV 2.7L V6                | 137  |
| 30  | S 2.0  | 21 | P.P. Sauber AG / Fancy Racing          | Eugen Strähl Peter Bernhard                              | Sauber C5               | BMW 2.0L I4                        | 161  |
| 31  | GT     | 57 | Nicholas Koob                          | Nicholas Koob Willy Braillard Guillermo Ortega           | Porsche 934             | Porsche 3.0L Turbo Flat-6          | 116  |
| 32  | GT     | 63 | Joël Laplacette                        | Joël Laplacette Yves Courage "Ségolen"                   | Porsche 911 Carrera     | Porsche 3.0L Flat-6                | ?    |
| 33  | GTP    | 85 | WM A.E.R.E.M.                          | Marc Sourd Jean-Louis Lafosse Xavier Mathiot             | WM P77                  | Peugeot PRV 2.7L Turbo V6          | 90   |
| 34  | GT     | 59 | Schiller Racing Team                   | François Sérvanin Laurent Ferrier Franz Hummel           | Porsche 934             | Porsche 3.0L Turbo Flat-6          | 160  |
| 35  | S +2.0 | 7  | Renault Sport                          | Patrick Tambay Jean-Pierre Jaussaud                      | Renault Alpine A442     | Renault 2.0L Turbo V6              | 158  |
| 36  | S +2.0 | 14 | Daniel Broudy                          | Patrick Perrier Xavier Lapeyre                           | Lola T286               | Ford Cosworth DFV 3.0L V8          | ?    |
| 37  | GT     | 60 | Schiller Racing Team                   | Claude Haldi Florian Vetsch Angelo Pallavicino           | Porsche 934             | Porsche 3.0L Turbo Flat-6          | ?    |
| 38  | GT     | 55 | Escuderia Montjuich                    | Juan Fernández Eugenio Baturone Raphael Tarradas         | Porsche 934             | Porsche 3.0L Turbo Flat-6          | 115  |
| 39  | Gr.5   | 48 | Thierry Perrier                        | Thierry Perrier Jean Belliard                            | Porsche 911 Carrera     | Porsche 3.0L Flat-6                | 90   |
| 40  | S 2.0  | 29 | Osella Squadra Corse                   | Alain Cudini Raymond Touroul Anna Cambiaghi              | Osella PA5              | BMW 2.0L I4                        | 100  |
| 41  | S 2.0  | 32 | André Chevalley                        | André Chevalley François Trisconi Wink Bancroft          | Cheetah G601            | BMW 2.0L I4                        | ?    |
| 42  | GT     | 62 | Georges Bourdillat                     | Georges Bourdillat Bruno Sotty Alain-Michel Bernhard     | Porsche 911 Carrera     | Porsche 3.0L Flat-6                | ?    |
| 43  | Gr.5   | 49 | Hubert Striebig / BP                   | Guy Chasseuil Hubert Striebig Helmut Kirchoffer          | Porsche 934/5           | Porsche Type-935 3.2L Turbo Flat-6 | 65   |
| 44  | S +2.0 | 11 | Grand Touring Cars Inc.                | Sam Posey Michel Leclère                                 | Mirage GR8              | Renault 2.0L Turbo V6              | 58   |
| 45  | GTP    | 89 | Team Esso Aseptogyl                    | Christine Dacremont Marianne Hoepfner                    | Lancia Stratos Turbo    | Ferrari Dino 2.4L Turbo V6         | 37   |
| 46  | IMSA   | 76 | Jean-Claude Giroix / Garage du Bac     | "Dépnic" Jacques Coulon                                  | BMW 3.0CSL              | BMW 3.2L I6                        | 28   |
| 47  | IMSA   | 72 | Luigi Racing                           | Tom Walkinshaw Eddy Joosen Claude de Wael                | BMW 3.0CSL              | BMW 3.2L I6                        | ?    |
| 48  | Gr.5   | 41 | Martini Racing Porsche System          | Rolf Stommelen Manfred Schurti                           | Porsche 935/77          | Porsche Type-935 2.9L Turbo Flat-6 | 52   |
| 49  | S 2.0  | 28 | Jean-Marie Lemerle                     | Jean-Marie Lemerle Alain Levié Pierre-François Rousselot | Lola T294               | ROC-Chrysler 2.0L I4               | 27   |
| 50  | S 2.0  | 22 | Chandler Ibec International Team Lloyd | Tony Charnell Ian Bracey John Hine                       | Chevron B31             | Ford Cosworth FVD 2.0L I4          | 21   |
| 51  | S +2.0 | 3  | Martini Racing Porsche System          | Jacky Ickx Henri Pescarolo                               | Porsche 936/77          | Porsche Type-935 2.1L Turbo Flat-6 | 45   |
| 52  | S 2.0  | 30 | G.V.E.A.                               | Georges Morand Christian Blanc Fréderic Alliot           | Lola T296               | Ford Cosworth BDG 2.0L I4          | 19   |
| 53  | Gr.5   | 42 | Porsche Kremer Racing                  | John Fitzpatrick Guy Edwards Nick Faure                  | Porsche 935 K2          | Porsche Type-935 2.8L Turbo Flat-6 | 15   |
| 54  | Gr.5   | 38 | Gelo Racing Team                       | Tim Schenken Toine Hezemans Hans Heyer                   | Porsche 935             | Porsche Type-935 2.8L Turbo Flat-6 | 15   |
| 55  | S +2.0 | 16 | J. Haran de Chaunac                    | Didier Pironi René Arnoux Guy Fréquelin                  | Renault Alpine A442     | Renault 2.0L Turbo V6              | 0    |

## Statistiche
- Pole Position - numero 9 Renault Sport - 3:31.07
- Giro più veloce - numero 4 Martini Racing Porsche System - 3:36.50
- Distanza - 4671.83 km
- Media totale - 194.651 km/h

## Vincitori dei Trofei
- Indice di Efficienza termica - numero 26 Sté. Racing Organisation Course (ROC)